# Die Welt danach
Die Welt danach ist ein deutscher Kurzfilm aus dem Jahr 2012. Seine Weltpremiere feierte der Film bei den 46. Internationalen Hofer Filmtagen. Der Film lief auf zahlreichen nationalen und internationalen Festivals und wurde mehrfach im europäischen Fernsehen ausgestrahlt.

## Handlung
Die Strahlenschützerin Lisa ist verantwortlich für die Durchführung der Bergungsarbeiten der Atommüllfässer aus dem Zwischenlager Asse II. Schon seit Jahren tritt Grundwasser ein, welches droht die Einlagerungskammern zu zerstören und radioaktiv verseucht in die Wasserversorgungskette der umliegenden Bevölkerung zu gelangen. Diese Aufgabe ist eine große Herausforderung und bringt sie an den Rand ihrer Kräfte. Sie will ihren Job kündigen, um mehr Zeit für ihre Familie zu haben. Doch als die Probebohrung das Ausmaß der Gefahr für Umwelt und Bevölkerung ans Licht bringt, muss sie sich zwischen der Verantwortung für ihre Familie und der Verantwortung ihres Berufs entscheiden.

## Produktion
Die Welt danach ist eine Koproduktion der Filmakademie Baden-Württemberg mit SWR, BR und ARTE.

## Hintergrund
Die fiktionale Handlung des Films ist von den realen Ereignissen in der Asse II inspiriert. 1967 wurde das ehemalige Salzbergwerk bei Remlingen zum Endlager deklariert. Bis zum Jahr 2004 wurden dort über 125.000 Fässer mit radioaktivem Müll eingelagert. Doch Grundwasser drang durch die Wände des Bergwerks und machte es instabil. Um zu verhindern, dass das radioaktive Inventar der Fässer ins Grundwasser gelangen kann, wurde im Januar 2010 beschlossen, alle Fässer unter der Leitung des Bundesamtes für Strahlenschutz zu bergen, endlagergerecht zu verpacken und zu einem Zwischenlager weiter zu transportieren. Die Dreharbeiten des Films fanden zeitlich parallel zu den ersten Probebohrungen des tatsächlichen Bergungsversuches statt.

## Auszeichnungen
- 2013: Festival of Nations – Lenzing Award
- 2013: Innsbruck Nature Film Festival – Professionals Award
- 2013: Neustrelitzer Naturfilmfestival – Publikumspreis